# ARN viral
ARN Viral este materialul genetic al ribovirusilor: unii bacteriofagi, unele virusuri vegetale (virusul mozaicul tutunului) si unele virusuri animale (virusul turbarii, poliomielitei, gripal, stomatitei veziculare, etc). Replicarea ARN viral este asigurata de celula gazda sub actiunea unei enzime (ARN polimeraza) numita ARN replicaza sau ARN sintetaza. ARN viral este purtator unic al informatiei erediatre si la viroizi (au doar o molecula mica de ARN, fara invelis proteic) dar si la retrovirusuri. In cazul retrovirusurilor, replicarea ARN se realizeaza cu ajutorul enzimei reverstranscriptaza. Acesta este o ADN polimeraza care utilizeaza o matrita ARN pentru sinteza unei catene de ADN. In prima etapa rezulta un hibrid molecular ARN-ADN, dar care este hidrolizat ARN si ADN complementar este trecut sub forma bicatenara. Descoperirea reverstranscriptiei a contribuit la intelegerea mecanismelor de transformare maligna (carcinogeneza) si totodata a demonstrat ca informatia genetica nu circula intr-o directie unica ADN→ ARN→proteine, ci si de la ARN→ ADN.